# Arandon-Passins
Arandon-Passins ist eine französische Gemeinde mit 1.858 Einwohnern (Stand: 1. Januar 2022) im Département Isère in der Region Auvergne-Rhône-Alpes. Sie gehört zum Arrondissement La Tour-du-Pin und ist Teil des Kantons Morestel.

## Gliederung
| Ortsteil                    | ehemaliger INSEE-Code | Fläche (km²) | Einwohnerzahl (1. Januar 2022) |
| --------------------------- | --------------------- | ------------ | ------------------------------ |
| Arandon                     | 38014                 | 12,22        | .0687                          |
| Passins (Verwaltungssitz)00 | 38297                 | 13,92        | 1.171                          |

## Geografie
Arandon-Passins liegt etwa 47 Kilometer ostsüdöstlich von Lyon an der Rhône und grenzt an folgende Nachbargemeinden:
- Courtenay im Nordwesten,
- Creys-Mépieu im Nordosten,
- Saint-Victor-de-Morestel im Osten,
- Morestel im Südosten,
- Sermérieu im Südwesten sowie
- Soleymieu im Westen.

Durch die Gemeinde führt die frühere Route nationale 75 (heutige D1075). Im Osten der Gemeinde liegt der Flugplatz Morestel.

## Geschichte
Zum 1. Januar 2017 wurden die bis dahin eigenständigen Kommunen Arandon und Passins zur Commune nouvelle Arandon-Passins zusammengeschlossen.

## Sehenswürdigkeiten

### Arandon
- Kirche Saint-Cyprien aus dem 18./19. Jahrhundert
- Alte Priorei

### Passins
- gallorömische Villa
- Kirche
- Schloss Montolivet